# 文姬
文姬（韓語：문희，1949年1月15日—），本名李順任（韓語：이순임），韓國電影女演員。在60年代與尹靜姬和南貞妊一同被稱為韓國電影界“三大天后”。

## 演出作品

### 電影

#### 1960年代
- 1965年：《黑鷹》
- 1965年：《硝煙》
- 1966年：《我的青春在黃昏落下（朝鲜语：내 청춘 황혼에 지다）》
- 1966年：《無名草（朝鲜语：무명초）》
- 1966年：《百發百中》
- 1966年：《感動裁判的玉兒（朝鲜语：법창을 울린 옥이）》
- 1966年：《危險的青春（朝鲜语：위험한 청춘）》
- 1966年：《第三碼頭0號（朝鲜语：제3부두 0번지）》
- 1966年：《草雨（朝鲜语：초우 (영화)）》
- 1966年：《8240 K.L.O（朝鲜语：8240 K.L.O）》
- 1966年：《黑髮青春（朝鲜语：흑발의 청춘）》
- 1967年：《公主媳婦（朝鲜语：공주 며느리）》
- 1967年：《旅遊皇帝（朝鲜语：나그네 임금）》
- 1967年：《為我而生》
- 1967年：《最後一周（朝鲜语：마지막 요일）》
- 1967年：《思鄉（朝鲜语：망향천리）》
- 1967年：《赤手青春（朝鲜语：맨주먹 청춘）》
- 1967年：《眷戀（朝鲜语：미련 (1967년 영화)）》
- 1967年：《密語（朝鲜语：밀어 (영화)）》
- 1967年：《蜜月（朝鲜语：밀월 (1967년 영화)）》
- 1967年：《光與影（朝鲜语：빛과 그림자 (영화)）》
- 1967年：《乘着波浪的愛情（朝鲜语：사랑은 파도를 타고）》
- 1967年：《四月的假面（朝鲜语：사월이 가면）》
- 1967年：《島上的老師（朝鲜语：섬마을 선생）》
- 1967年：《迷霧草原（朝鲜语：안개 낀 초원）》
- 1967年：《戀人的路（朝鲜语：연인의 길）》
- 1967年：《原點（朝鲜语：원점 (영화)）》
- 1967年：《免罪（朝鲜语：원죄 (영화)）》
- 1967年：《充滿危險（朝鲜语：위험은 가득히）》
- 1967年：《痕跡》
- 1967年：《失去方向的人們（朝鲜语：잃어버린 사람들）》
- 1967年：《國王的初戀（朝鲜语：임금님의 첫사랑）》
- 1967年：《他人們（朝鲜语：타인들）》
- 1967年：《波濤》
- 1967年：《恨（朝鲜语：한 (1967년 영화)）》
- 1967年：《演化（朝鲜语：연화 (1967년 영화)）》
- 1968年：《該隱的後裔（朝鲜语：카인의 후예 (영화)）》
- 1968年：《年輕的媳婦（朝鲜语：철부지 아씨）》
- 1968年：《鬼故（朝鲜语：괴담 (영화)）》
- 1968年：《怪盜與劍（朝鲜语：괴도의 검）》
- 1968年：《白雲（朝鲜语：구름 (영화)）》
- 1968年：《落葉》
- 1968年：《女兒（朝鲜语：딸 (1968년 영화)）》
- 1968年：《迷途》
- 1968年：《白夜（朝鲜语：백야 (1968년 영화)）》
- 1968年：《在我心裡的星星（朝鲜语：별아 내 가슴에 (1968년 영화)）》
- 1968年：《素拉之夢（朝鲜语：소라의 꿈）》
- 1968年：《死也忘不了（朝鲜语：죽어도 못잊어）》
- 1968年：《現在的那個人（朝鲜语：지금 그 사람은）》
- 1968年：《秋情（朝鲜语：추정 (영화)）》
- 1968年：《藍色離別的文字（朝鲜语：파란 이별의 글씨）》
- 1968年：《緋聞（朝鲜语：파문 (영화)）》
- 1968年：《八道妓生（朝鲜语：팔도 기생）》
- 1969年：《Rang（朝鲜语：랑 (영화)）》
- 1969年：《首爾的故事（朝鲜语：서울 야화）》
- 1969年：《屋主的遺產（朝鲜语：식모의 유산）》
- 1969年：《無窮的愛（朝鲜语：아무리 사랑해도）》
- 1969年：《女人的一切（朝鲜语：여자의 모든 것）》
- 1969年：《殘酷的復仇（朝鲜语：피도 눈물도 없다）》

#### 1970年代
- 1970年：《結婚教室（朝鲜语：결혼 교실）》
- 1970年：《小劍客（朝鲜语：꼬마 검객）》
- 1970年：《小新郎（朝鲜语：꼬마 신랑）》
- 1970年：《小新郎2（朝鲜语：꼬마 신랑 2）》
- 1970年：《凍春（朝鲜语：동춘）》
- 1971年：《哥哥（朝鲜语：오빠 (1971년 영화)）》
- 1971年：《當我睡後請離去（朝鲜语：잠들면 떠나주오）》
- 1971年：《親愛的母親（朝鲜语：어머님 전상서）》
- 1971年：《像男人般說再見（朝鲜语：사나이 멋진 이별）》
- 1971年：《哥哥與姐姐（朝鲜语：기러기 남매）》
- 1971年：《上海的黑玫瑰（朝鲜语：상해의 불나비）》
- 1972年：《被稱為爸爸的女人（朝鲜语：아빠라 부르는 연인）》
- 1972年：《直到下次（朝鲜语：미워도 안녕）》
- 1972年：《親愛的，對不起（朝鲜语：아내여 미안하다）》
- 1973年：《洗恨火（朝鲜语：씻김불）》

## 獎項
| 年份   | 頒獎禮                     | 獎項             |
| ------ | -------------------------- | ---------------- |
| 1965年 | 第3屆青龍電影獎            | 特別新人獎       |
| 1966年 | 第5屆大鐘獎                | 新人獎           |
| 1967年 | 第3屆百想藝術大賞—電影部門 | 女子新人演技賞   |
| 1968年 | 第4屆百想藝術大賞—電影部門 | 女子最優秀演技賞 |
| 1968年 | 第7屆大鐘獎                | 最佳女主角       |
| 1969年 | 第6屆青龍電影獎            | 女子人氣賞       |
| 1969年 | 第12屆釜日電影節           | 最佳女主角       |
| 1970年 | 第6屆百想藝術大賞—電視部門 | 人氣賞           |
| 1970年 | 第7屆青龍電影獎            | 女子人氣賞       |
| 1971年 | 第7屆百想藝術大賞—電視部門 | 人氣賞           |
| 1971年 | 第8屆青龍電影獎            | 女子人氣賞       |
| 2010年 | 第18屆春史電影賞           | 美好的電影人賞   |
| 2024年 | 第44届韩国电影评论家协会奖 | 功勞獎           |

## 外部連結
- 文姬在韩国电影数据库（KMDb）上的資料（韓語）